# Matt Dallas

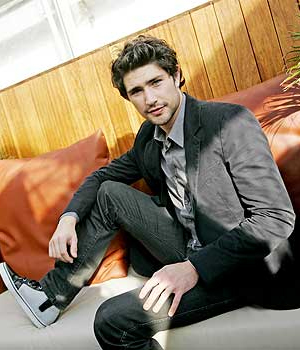
Matt Dallas

Matt Dallas (Matthew Joseph Dallas) (n. 21 octombrie 1982, Phoenix, Arizona, SUA) este un actor american, cunoscut in special pentru rolul personajul titular din serialul Kyle XY difuzat de canalul american ABC Family.
În 6 ianuarie 2013, și-a anunțat logodna pe contul lui de Twitter cu Blue Hamiltonal, admițând astfel că este homosexual.